# Rajd ÖASC 1974
Rajd ÖASC 1974 (18. ÖASC Rallye) – 18. edycja rajdu samochodowego Rajd ÖASC rozgrywanego w Austrii. Rozgrywany był od 17 do 19 października 1974 roku. Była to dwudziesta trzecia runda Rajdowych Mistrzostw Europy w roku 1974.

## Klasyfikacja rajdu
| Miejsce                | Kierowca               | Pilot                  | Samochód               | Czas                   | Strata                 |                        |
| Klasyfikacja generalna | Klasyfikacja generalna | Klasyfikacja generalna | Klasyfikacja generalna | Klasyfikacja generalna | Klasyfikacja generalna | Klasyfikacja generalna |
| ---------------------- | ---------------------- | ---------------------- | ---------------------- | ---------------------- | ---------------------- | ---------------------- |
| 1.                     | Franz Wittmann sen.    | Helmut Neverla         | BMW 2002 Ti            | 1:25:08                | 0.0                    |                        |
| 2.                     | Lars Carlsson          | Willi-Peter Pitz       | Opel Ascona 1.9 SR     | 1:25:23                | +14                    |                        |
| 3.                     | Klaus Russling         | Wolfgang Weiss         | Porsche 911 Carrera RS | 1:26:02                | +53                    |                        |
| 4.                     | Horst Rack             | Helmut Köhler          | Porsche 911 Carrera RS | 1:29:48                | +4:39                  |                        |
| 5.                     | Victor Dietmayer       | Josef Boruta           | BMW 2002 Tii           | 1:32:00                | +6:51                  |                        |
| 6.                     | Winfried Herrmann      | Christa Herrmann       | Porsche 911 Carrera    | 1:34:48                | +9:39                  |                        |
| 7.                     | Giuseppe Baron         | Santi                  | Opel Ascona 1.9 SR     | 1:35:07                | +9:58                  |                        |
| 8.                     | Erich Haberl           | Oswald Schurek         | Fiat 124 ST            | 1:35:09                | +10:00                 |                        |
| 9.                     | Angelo Presotto        | Maurizio Perissinot    | Opel Ascona 1.9 SR     | 1:35:20                | +10:11                 |                        |
| 10.                    | Walter Öttl            | Eduard Kolář           | Volkswagen 1302 S      | 1:36:40                | +11:31                 |                        |
| Klasyfikacja ERC       |                        |                        |                        |                        |                        |                        |
| 1.                     | Franz Wittmann sen.    | Helmut Neverla         | BMW 2002 Ti            |                        | 0.0                    |                        |